# فدراسیون چکرز ارمنستان
فدراسیون جمهوری ارمنستان (ارمنی: Հայաստանի շաշկի ֆեդերացիա) که با نام فدراسیون ارمنستان نیز شناخته می‌شود، نهاد تنظیم‌کننده ورزش چکرز در ارمنستان می‌باشد که توسط کمیته المپیک ارمنستان اداره می‌شود و مقر آن در شهر ایروان واقع شده است.

## تاریخچه
ریاست فعلی آن را آلبرت پوغوسیان برعهده دارد. این فدراسیون عضو کامل فدراسیون جهانی چکرز می‌باشد.
در نوامبر ۲۰۱۹، این فدراسیون میزبان جام جهانی چکرز در ارمنستان بود. فدراسیون همچنین مسابقات ملی و آموزش/قهرمانی جوانان را برگزار می کند.